# Province ecclésiastique de Papeete
La province ecclésiastique de Papeete est une circonscription catholique française d'outre-mer. Elle appartient à la conférence épiscopale du Pacifique.
Elle comprend les diocèses suivants :
- Archidiocèse de Papeete (Jean-Pierre Cottanceau)
- Diocèse de Taiohae (Pascal Chang-Soi)